# Санта Кроче (Ивреа)
Вижте пояснителната страница за други значения на Санта Кроче.
Църквата „Санта Кроче“, т.е. „Свети Кръст“ (на италиански: Chiesa di Santa Croce) в град Ивреа, Пиемонт, Северна Италия, принадлежи на едноименното братство, родено през 1616 г. като Братство на суфраджо. Построена през 1623 г., тя е посветена на „Рождество на Пресвета Богородица“. Пази различни произведения на изкуството, сред които цикъла стенописи от Лука Росети да Орта.

## История
Църквата е построена през първите десетилетия на 17 век като ораторий за Confraternita del Suffragio – асоциация, създадена през 1616 г. с цел поклонение и взаимопомощ. Първите новини относно основаването на църквата датират от 1622 г. и се отнасят до закупуването на частна сграда, наполовина скрита от други къщи, която да бъде превърната в ораторий. Към средата на 17 век, когато братството е придобило по-голям престиж и по-големи икономически средства, особено по силата на благотворителните дела, упражнявани по време на чумата от 1630 г., са закупени две къщи – едната зад църквата, а другата отпред, с изглед към Magna Burgi (днес ул. „Ардуино“). По този начин е възможно да се разшири комплексът с изграждането на сакристия и хор, извършено от работници от Лугано през 1665 г., и (много по-късно) е възможно да се освободи място пред църквата, за да се направи път за малък квадрат в "стернито", който все още може да се види. В края на 17 век интериорът е завършен със създаването на оркестъра и страничните олтари (посветени на Свети Филипо Нери и Свети Григорий). През 1695 г. е решено да се построят хоровите седалки, като задачата за създаването на тази свещена мебел е поверена на "minusieri" от Паруцаро в района на Новара. През 18 век - в дългия исторически период, в който Пиемонт успява да се наслади на мир, между края на Войната за испанското наследство и обсадата, поставена от войските на Наполеон, е построен нов и елегантен мраморен висок олтар (1749 г.), куполът с външния фенер, предназначен да осветява олтара (1752 – 1753) и накрая – стенната декорация, поверена на Лука Росети, която увенчава елегантността на декоративния апарат. Първата интервенция на художника от Орта датира от края на 1753 г., която продължава по-малко от три месеца, докато втората интервенция, също толкова кратка, започва през 1761 г. Накрая, през 1777 г. старата, вече опасна камбанария, е почти изцяло преустроена в сегашния ѝ вид.
В годините, в които се правят (напразни) опити да се противопостави навлизането на наполеоновите войски в Иврея, църквата (както повечето други религиозни сгради в Ивреа) е реквизирана и превърната във военен склад. Още през 1802 г. обаче църквата е повторно осветена и става място за поклонение на Братството на Светия кръст (родено от сливането на Братството на суфраджо с Братството на най-светото име Исусово). Последната архитектурна намеса ( 1850 г.) е изграждането (по проект на инженер Джузепе Мелкиони) на нова фасада от бял камък от Виджу. Релефите, предназначени да украсят фасадата (днес почерняла от смога), са създадени от скулптора Джузепе Ардженти. В люнета над входа са изобразени Душите в Чистилището; скулптурната група, поставена по-високо (вдъхновена от модел на Антонио Канова), представлява Свалянето от кръста; в тимпана е изобразен Вечният Отец  сред облаци, ангели и херувими .
Църквата (все още осветена) продължава да се управлява от Братството на Светия кръст: там се отслужва литургия по случай определени религиозни годишнини (честването на „Светия Кръст“ и Деня на покойниците); също така често се използва в полза на гражданите като място за художествени изложби и културни събития.

## Стенописи на Лука Росети да Орта
Важна причина за интерес към църквата на Братството на Санта Кроче са стенописите от 18 век на Лука Росети да Орта. На стенописите на Санта Кроче присъстват всички аспекти, които характеризират Барока: желание за удивление, театралност, величие на фигурите, способност за илюзорно разширяване на пространствата чрез рисувана архитектура. Гледана отвън, църквата изглежда като обикновен ораторий: вътре обаче има усещането, че пространството се разширява необикновено. Мястото, където има най-вече илюзорното усещане за пространство, което се издига до небето към небето, са стенописите на купола. Лаура Факин наблюдава проницателно живопистта: „Тя е изпълнена с пармски реминисценции, от Кореджо до Ланфранки, в подредбата на ангелските йерархии и на светците за последователни насложени пръстени, нарисувани само от подреждането на телата върху облаците и кулминиращи, в техния спираловиден модел, с възнесената фигура на Богородица“.
В презвитерия фалшивите архитектури съставляват две симетрични екседри, по една от всяка страна, съставени от редуване на вдлъбнати и изпъкнали повърхности с колони и балкони, които насочват погледа ни към небето, където се открояват изображенията на Мадоната.
Стоейки в наоса, може да се съзре в хора, отвъд олтара, внушителен декоративен апарат, който симулира присъствието на голяма „олтарна машина“, съставена от картини и скулптури; но тогава ни се струва, че църквата се развива отвъд този могъщ апарат, губейки се в скрита дълбочина. По отношение на всичко това Аугусто Кавалари Мурат отбеляза: „Сценографската и квадратуристична способност [демонстрирана в Санта Кроче] е очевидна. Плоската повърхност на стените е разтърсена от желанието да се отворят грандиозни проходи, в които да се изградят въображаеми архитектури“. Не знаем дали Росети се е възползвал от сътрудничеството на някой талантлив квадратурист или, което е по-вероятно, сам е извършил „екипната работа“.
В допълнение към предизкиването на възхищение от тяхното художествено качество стенописите на Росети ни разказват за внимателно проучена иконографска програма. Чрез тях братството всъщност е искало да покаже как първоначалната му преданост към Богородица и съхранената вярност към францисканския дух са били обосновани и чрез изтънчен богословски размисъл.  От доктринална гледна точка има два крайъгълни камъка на цикъла стенописи.  
Първият се изразява в честването на фигурата на Богородица чрез представянето на Догмите за Мария. В допълнение към Успение Богородично, което наблюдаваме в купола, с Мадоната, приветствана в светлината на Троицата, от лявата страна на презвитерия се вижда театралното представяне на доктрината на Мадона Теотокос (Божията майка) и вечната девственост на Мария под прикритието на диспут между авторитетни фигури на теолози и отци на Църквата; подобна цена, от дясната страна, възхвалява диспута за противоречивата Доктрина за непорочното зачатие. 
Вторият богословски крайъгълен камък, който пронизва целия цикъл, се стреми да засвидетелства за линията на приемственост между Стария и Новия завет, сякаш за да припомни думите на апостол Павел: „Всичко, което е казано в Писанията, е казано за наше поучение, за да можем чрез търпението и насърчението, които Писанията ни дават, да имаме надежда“ (Римляни 15:4). Избраните герои, в съответствие с внимателно проучени източници на библейска екзегеза, възнамеряват да обяснят предобраза, чрез фигури от Стария завет, на идването на Христос и на ролята, поверена от Небесната воля на Мадоната. За изясняване на посланието допринасят очарователните старозаветни героини на наоса, пророците и патриарсите във пандативите на свода, библейските фигури в люнетите на стените на хора.

Следователно е наличен сложен цикъл, с интелектуална иконографска програма (пълна с теологични препратки), но създаден без ексцесии и реторичен фалш. Към това допринася и гъвкавостта на художника, който е способен да се включи и в сцени на миниатюри разказ (както в „Рождество Богородично“ или във възхитителни измислици като тази на путите в размисъл); нито пък липсват, за усъвършенстване на историята, флорални композиции – линия на декоративно внимание, която често се среща в езика на Лука Росети.
- Лука Росети, Ангел, показващ амулет, свод на кораба
- Лука Росети, Диспут за девствеността на Мария, презвитерий
- Лука Росети, Рождество Богородично, хор
- Лука Росети, Путо в размисъл с череп, хор